# Aurelino de Araújo Leal
Aurelino de Araújo Leal ou simplesmente Aurelino Leal (Rio de Contas, 4 de agosto de 1877 — Rio de Janeiro, 8 de junho de 1924) foi um advogado, jornalista e político brasileiro.

## Vida
Filho do coronel e fazendeiro baiano Maximino de Araújo Leal e de Joana de Freitas. Casou-se com Maria Amélia Bittencourt.
Iniciou seus estudos primários na cidade de Canavieiras, numa escola pública. Mudou-se para Salvador para fazer e concluir o ensino secundário. Formou-se em direito pela Faculdade da Bahia, em 1894, tendo sido promotor público da comarca de Amargosa. Dedicou-se ainda ao jornalismo e à política, sendo eleito deputado estadual em 1899, antes de ter sido diretor da penitenciária de Salvador. Nomeado pelo Governador da Bahia da época para exercer a função de chefe de polícia e secretário geral daquele estado. Em 1907, deixa a administração pública, voltando exercer à advocacia e ao jornalismo político.
No ano de 1912, transferiu-se para a cidade do Rio de Janeiro, exercendo a advocacia na capital do país. Foi nesta cidade que publicou no ano de 1914 sua obra jurídica mais importante: História Constitucional do Brasil.
Em 1914, foi nomeado pelo presidente da República Venceslau Brás chefe de polícia do Distrito Federal, permanecendo neste cargo até 1918. Foi 1º Representante do Ministério Público, junto ao Tribunal de Contas da União, tomando posse em 23 de dezembro de 1918 até 1923, e logo após, assumindo como ministro do mesmo Tribunal.
De acordo com Cláudio Beserra de Vasconcelos, a canção musical do gênero samba "Pelo telefone", composta em 1916 por Ernesto Joaquim Maria dos Santos, o Donga, e Mauro de Almeida, deve-se ao hábito de Aurelino Leal, quando atuava como chefe de polícia, ordenar que, antes da apreensão de materiais usados em jogos de azar, os infratores fossem avisados por telefone.
Foi nomeado pelo presidente Artur Bernardes interventor federal no estado do Rio de Janeiro em 10 de janeiro de 1923, em decorrência da disputa política ocasionada pela duplicidade de presidentes e Assembleias Legislativas no estado. Permaneceu no cargo até 23 de dezembro de 1923 e durante sua administração foi eleito o novo presidente do estado do Rio. Elegeu-se ainda deputado federal pela Bahia, em 1924.
Membro do Instituto da Ordem dos Advogados Brasileiros, da Sociedade Brasileira de Direito Internacional e do Instituto Histórico e Geográfico Brasileiro. Diretor e redator do jornal A Lide (Amargosa-BA, 1899). Redator do jornal O Regenerador (Nazaré-BA, 1899-1900). No Rio de Janeiro, fundou a revista Brasil Econômico e Financeiro, além de ser Redator-chefe do Diário de Notícias.
No magistério, foi professor substituto de Direito Constitucional da Faculdade de Ciências Jurídicas e Sociais do Rio de Janeiro, nomeado em 1915. Foi professor também desta mesma cadeira na Faculdade de Filosofia e Letras, tendo sido Catedrático da Faculdade de Direito da Universidade do Rio de Janeiro, em 1923.
Após a sua morte, alguns logradouros brasileiros receberam o seu nome, como por exemplo, a que se situa no bairro do Leme, no Rio de Janeiro. Aurelino Leal também é nome de um município na Bahia.